# 熱中症警戒アラート

日射や発熱体のない室内における暑さ指数（WBGT）の推定表。
WBGTが33以上と予測された場合にアラートが発表される。
この表は室内における推定表であり、熱中症警戒アラートは実測値や屋外用の推定式に基いて公表される。

熱中症警戒アラート（ねっちゅうしょうけいかいアラート、英: Heat Stroke Alert）とは、熱中症予防のために、暑さ指数（WBGT）が33°C以上になると気象庁と環境省が発表するアラート情報。2020年7月1日に全国に先駆けて関東甲信地方を対象に運用していたが、2021年4月28日より、全国で運用を開始した。2024年より気候変動適応法規定の情報となり、同年4月24日より、さらに強い警戒（最大級の警戒）を呼び掛ける熱中症特別警戒アラートが新設された。

## 背景・歴史
気象庁は2011年から高温注意情報を発表していたが、発表基準が気温のみであり湿度が加味されておらず、発表基準と熱中症が原因の救急搬送者数に相関がみられない場合があること、頻繁に発表されることから情報が重視されなくなっていることなどが課題として挙げられていた。
これを解決するために、2020年3月13日、気象庁と環境省とが連携して、暑さ指数（WBGT）を基準とする新たな情報「熱中症警戒アラート（仮称）」の発表を開始することが、国土交通大臣の赤羽一嘉により発表された。4月22日、第1回「熱中症予防対策に資する効果的な情報発信に関する検討会」が開催され、具体的にどのように運用するかが討議され、おおむね了承された。5月27日、第2回会合が行われた。
2020年7月1日から関東甲信の1都8県で試行が始められ、8月6日に東京都、千葉県、茨城県に初めて「熱中症警戒アラート」が発表された。
2021年4月28日からは全国での運用が開始された。
2022年11月、環境省は有識者会議の中で、極端な高温が予測された場合にさらに強い警戒を促す新たな情報を発表する案を示した。2023年4月、気候変動適応法の改正法が成立し、特に気温が高くなる日を対象に発表する「熱中症特別警戒アラート」を新設するほか、自治体はアラート発表時に「指定暑熱避難施設」（クーリングシェルター）として指定した冷房の効く施設を開放することが求められることとなった。また、現行の警戒アラートを「熱中症警戒情報」、特別警戒アラートを「熱中症特別警戒情報」として法律上の情報として位置付ける。改正法によるアラートは、2024年4月24日に運用を開始した。
警戒アラート・特別警戒アラートの2階級区分は、気象の警報・特別警報の区分に対比される。
「熱中症警戒アラート」の情報名は、暑さ指数との整合などを基本とし、気象業務法の「警報」との重複を避けたほか、「熱中症アラート」が民間のサービスで使用例があったことも考慮されている。

## アラート
アラートは、4月第4水曜日から10月第4水曜日までの期間において、予報区内で暑さ指数（WBGT）が基準値を超えると予測された場合に発表される。また防災行政無線や電子メール、テレビを利用して伝達が行われる。室内の温度を下げ、できるだけ外に出ず、室内で過ごすなど、具体的な行動例を示して、熱中症への警戒が呼びかけられる。発表は全国を58に区分した府県予報区単位で行われ、東京都での警戒アラートの発表回数は、1年あたり6回から7回となると予測されている。
また、広範囲での記録的な熱波が予測される（極めて重大な健康被害のおそれがある）際には、最大級の警戒を呼び掛ける特別警戒アラートが発表される。発表時は、通常の警戒アラートにおける対応のほか、指定暑熱避難施設（クーリングシェルター）の開放が義務付けられる。クーリングシェルターは、公共施設だけでなく民間施設の指定も可能である。
なお2012年から2021年の期間において、同一都道府県内における日最高WBGTの最低値の過去最高値は34°Cであり、区分が新たに設けられた2024年4月時点において特別警戒アラートの発表基準を満たす状況となった事例は存在しない。
|                      |                      | 熱中症警戒情報                              | 熱中症特別警戒情報                 | 熱中症特別警戒情報                       |
| -------------------- | -------------------- | ------------------------------------------- | ---------------------------------- | ---------------------------------------- |
| 一般名称             | 一般名称             | 熱中症警戒アラート                          | 熱中症特別警戒アラート             | 熱中症特別警戒アラート                   |
| 発表基準             | 予測地点             | 府県予報区等内のいずれかの地点              | 都道府県内すべての地点             | WBGT、停電戸数、断水戸数を基に定める基準 |
| 発表基準             | 基準値               | 翌日・当日のWBGT予測値が33°C以上            | 翌日のWBGT予測値が35°C以上         | WBGT、停電戸数、断水戸数を基に定める基準 |
| 予測時刻             | 予測時刻             | 前日17時頃および当日5時頃時点における予測値 | 前日10時頃時点における翌日の予測値 | 前日10時頃時点における翌日の予測値       |
| 発表のタイミング     | 発表のタイミング     | 前日17時頃または当日5時頃                   | 前日14時頃                         | 前日14時頃                               |
| 発表単位             | 発表単位             | 府県予報区等                                | 都道府県                           | 都道府県                                 |
| クーリングシェルター | クーリングシェルター | -                                           | 開放義務                           | 開放義務                                 |

環境省は2024年より、特別警戒アラート発表地域については防災気象情報（気象庁発表）の警戒レベル5と同じ黒色（ ）、警戒アラート発表地域については警戒レベル4と同じ紫色（ ）、WBGT31°C以上（暑さ指数5段階中最高の「危険」）の予測地域については警戒レベル3と同じ赤色（ ）を使用することを推奨している。

## 発表状況

### 熱中症特別警戒アラート
2024年度の運用期間終了時点で、熱中症特別警戒アラートが発表されたことはない。

### 熱中症警戒アラート
熱中症警戒アラートの発表状況は、以下の通り。なお発表回数は、前日17時と当日5時の発表をまとめて1回として集計される。
| 年度   | 地域 | 地域 | 日数 | 日数 | 各年延べ 発表回数 |
| 年度   | 発表 | 運用 | 発表 | 運用 | 各年延べ 発表回数 |
| ------ | ---- | ---- | ---- | ---- | ----------------- |
| 2020年 | 9    | 9    | 30   | 120  | 122               |
| 2021年 | 53   | 58   | 75   | 183  | 613               |
| 2022年 | 46   | 58   | 85   | 183  | 889               |
| 2023年 | 58   | 58   | 64   | 183  | 1,232             |
| 2024年 | 51   | 58   | 103  | 183  | 1,722             |